# Staatsrat der Republik Tatarstan
Der Staatsrat der Republik Tatarstan (Tatarisch: Татарстан Республикасы Дәүләт Советы; Russisch: Государственный Совет Республики Татарстан) ist das Parlament der Republik Tatarstan, einer Föderationsrepublik der Russischen Föderation, die gewisse Sonderrechte genießt.

## Aufgaben
Der Staatsrat der Republik Tatarstan ist seit 1992 das höchste repräsentative, gesetzgebende und kontrollierende Organ der Staatsgewalt der Republik Tatarstan und bestand anfangs aus 130, heute 100 Volksdeputierten. Diese werden von den Bürgern der Republik Tatarstan in allgemeiner, unmittelbarer, freier, gleicher und geheimer Wahl gewählt. Die letzte Wahl fand am 8. September 2019 statt. Die Partei Einiges Russland erhielt 82 der 100 Sitze.
Das Präsidium des Staatsrates der Republik Tatarstan stellt die Organisation der Arbeit des Staatsrates sicher. Es wird geleitet vom Vorsitzenden des Staatsrates, seit 25. Mai 1998 ist dies Farid Chajrullowitsch Muchametschin (Einiges Russland).
Der Staatsrat der Republik Tatarstan besitzt gemäß der Verfassung umfassende Befugnisse, insbesondere ist er für
- die Annahme der Verfassung und Gesetze der Republik Tatarstan
- die Festlegung der Grundsätze der Innen-, Föderations- und Außenpolitik
- die Beratung und Bestätigung des Staatshaushalts
- die Bestätigung der Zusammensetzung des Ministerkabinetts der Republik Tatarstan auf Vorschlag des Präsidenten und des Ministerpräsidenten
- die Beschlussfassung über ein Misstrauensvotum gegenüber der Regierung
- die Bestätigung des Vorsitzenden der Nationalbank, die Wahl des Verfassungsgerichts, des Obersten Gerichts, der Richter der Rayongerichte, die Ernennung des Obersten Staatsanwalts und des Vorsitzenden des Rechnungshofes der Republik Tatarstan
- die Ratifikation föderationsweiter und internationaler Verträge

zuständig.
Die Gesetze der Republik Tatarstan werden in tatarischer und russischer Sprache verabschiedet und veröffentlicht.